# Swink (Oklahoma)
Swink es un lugar designado por el censo ubicado en el condado de Choctaw en el estado estadounidense de Oklahoma. En el Censo de 2010 tenía una población de 66 habitantes y una densidad poblacional de 166,03 personas por km².

## Geografía
Swink se encuentra ubicado en las coordenadas 34°1′2″N 95°12′6″O / 34.01722, -95.20167. Según la Oficina del Censo de los Estados Unidos, Swink tiene una superficie total de 0.64 km², de la cual 0.63 km² corresponden a tierra firme y (1.21%) 0.01 km² es agua.

## Demografía
Según el censo de 2010, había 66 personas residiendo en Swink. La densidad de población era de 166,03 hab./km². De los 66 habitantes, Swink estaba compuesto por el 92.42% blancos, el 0% eran afroamericanos, el 1.52% eran amerindios, el 0% eran asiáticos, el 0% eran isleños del Pacífico, el 0% eran de otras razas y el 6.06% pertenecían a dos o más razas. Del total de la población el 1.52% eran hispanos o latinos de cualquier raza.